# Jānis Šmēdiņš
Jānis Šmēdiņš (Kuldīga, 31 juli 1987) is een Lets beachvolleyballer. Hij won aan de zijde van Mārtiņš Pļaviņš een bronzen medaille bij de Olympische Spelen in 2012. Met Aleksandrs Samoilovs werd hij daarnaast eenmaal Europees kampioen en behaalde hij drie keer de eindoverwinning in de FIVB World Tour.

## Carrière

### 2003 tot en met 2012
Met zijn broer Toms nam Šmēdiņš in 2003 deel aan de wereldkampioenschappen onder 19 in Pattaya en won hij bij de Europese kampioenschappen onder 18 in Brno de zilveren medaille. Het jaar daarop behaalde hij met Ingars Ivanovs brons bij de WK onder 19 in Termoli. In 2005 debuteerde hij met zijn broer in de World Tour, nam hij deel aan de WK onder 21 in Rio de Janeiro en won hij de Europese titel onder 20 in Tel Aviv. Daarnaast deed hij met Ivanovs mee aan de WK onder 19 in Saint-Quay-Portrieux. Vervolgens vormde Šmēdiņš van 2006 tot en met 2008 een team met zijn broer. Het eerste seizoen speelden ze zes wedstrijden in de World Tour en eindigden ze als vierde bij de WK onder 21 in Mysłowice. In 2007 en 2008 waren ze actief op respectievelijk zeven en vier World Tour-toernooien zonder verder te komen dan een vijfentwintigste plaats.
In 2009 wisselde Šmēdiņš van partner naar Mārtiņš Pļaviņš met wie hij tot 2012 samen zou spelen. Het eerste jaar namen ze deel aan twee toernooien, maar in 2010 waren ze actief op elf toernooien in de World Tour met een tweede plaats in Marseille als beste resultaat. Daarnaast won het duo in 2010 de bronzen medaille bij de EK in Berlijn na in de troostfinale het Spaanse tweetal Inocencio Lario en Raúl Mesa te hebben verslagen. Het seizoen daarop bereikten ze bij de WK in Rome de halve finale waarin de Brazilianen Márcio Araújo en Ricardo Santos te sterk waren. In de wedstrijd om de derde plaats verloren Šmēdiņš en Pļaviņš daarna van de aftredende wereldkampioenen Julius Brink en Jonas Reckermann. Bij de overige negen FIVB-toernooien was een vijfde plaats in Praag het beste resultaat. In Kristiansand eindigde het duo bij de EK eveneens als vijfde. In 2012 speelden Šmēdiņš en Pļaviņš in aanloop naar de Olympische Spelen acht wedstrijden in de World Tour waarbij ze vier negende plaatsen behaalden (Peking, Praag, Moskou en Rome). Bij de EK in Den Haag eindigden ze ook als negende. In Londen won het duo vervolgens de bronzen medaille ten koste van de Nederlanders Reinder Nummerdor en Richard Schuil, nadat het in de halve finale verloren had van de Brazilianen Alison Cerutti en Emanuel Rego. Na afloop van de Spelen wonnen Šmēdiņš en Pļaviņš bovendien het World Tour-toernooi in Stare Jabłonki.

### 2013 tot en met 2016
Vanaf 2013 speelt Šmēdiņš samen met Aleksandrs Samoilovs. Het tweetal boekte het eerste jaar drie overwinningen (Corrientes, Moskou en Durban) en behaalde daarnaast twee tweede plaatsen (Den Haag en Rome) en een derde plaats (São Paulo). Bij de WK in Stare Jabłonki werden ze in de achtste finale uitgeschakeld door het Canadese duo Ben Saxton en Chaim Schalk. Desalniettemin wonnen ze het eindklassement van de World Tour. In Klagenfurt werd het duo verder tweede bij de EK achter de Spanjaarden Adrián Gavira en Pablo Herrera. Het seizoen daarop wonnen ze in Puerto Vallarta, eindigden ze als tweede in Shanghai en Stare Jabłonki en werden ze vierde in Fuzhou en Klagenfurt. Šmēdiņš en Samoilovs behaalden opnieuw de eindoverwinning in de World Tour en ze werden bij de EK in Cagliari wederom tweede achter het Italiaanse duo Paolo Nicolai en Daniele Lupo.
Šmēdiņš en Samoilovs speelden in 2015 tien FIVB-toernooien samen met overwinningen in Rio de Janeiro en Sotsji en een derde plaats in Xiamen. In Klagenfurt won het tweetal bovendien de Europese titel door de Italianen Alex Ranghieri en Adrian Carambula in de finale te verslaan. Het daaropvolgende seizoen behaalden ze drie overwinningen in de World Tour (Antalya, Olsztyn en Klagenfurt). In Gstaad en Long Beach eindigde het duo verder als derde en in Fuzhou en Poreč als vierde. Ze wonnen daarmee voor de derde keer het eindklassement van de World Tour. Bij de Olympische Spelen in Rio de Janeiro kwamen ze niet verder dan de groepsfase. Zowel bij de EK in Biel/Bienne als bij de World Tour Finals in Toronto eindigden Šmēdiņš en Samoilovs daarnaast als vijfde.

### 2017 tot heden
In 2017 nam het tweetal deel aan zes reguliere FIVB-toernooien met een vierde plaats in Moskou als beste resultaat. Bij de WK in Wenen bereikten Šmēdiņš en Samoilovs de achtste finale waar ze werden uitgeschakeld door de latere wereldkampioenen Evandro Gonçalves Oliveira Júnior en André Loyola Stein. Daarnaast eindigden ze bij de EK in eigen land op de tweede plaats nadat ze de finale in Jūrmala van Nicolai en Lupo verloren. Het jaar daarop prolongeerde het duo in Nederland hun zilveren medaille bij de EK achter de Noren Anders Mol en Christian Sørum. In de World Tour wonnen ze bovendien tweemaal (Espinho en Moskou) en werden ze tweemaal derde (Fort Lauderdale en Warschau). Šmēdiņš en Samoilovs sloten het jaar af met een negende plaats bij de World Tour Finals in Hamburg. In aanloop naar de WK in 2019 nam het duo deel aan zes FIVB-toernooien met een vijfde plaats in Xiamen als beste resultaat. Bij de WK in Hamburg werden ze in de zestiende finale uitgeschakeld door het Braziliaanse tweetal André en George Wanderley. Bij de EK in Moskou kwamen Šmēdiņš en Samoilovs niet verder dan de tussenronde die verloren werd van de Italianen Carambula en Enrico Rossi. In de World Tour speelden ze verder zes wedstrijden met twee overwinningen (Moskou en Jūrmala) als resultaat.
In 2020 nam het duo deel aan een toernooi in het mondiale circuit. Verder waren ze voornamelijk actief in de nationale competitie en deden ze mee aan de EK in eigen land waar ze tegen de Russen Nikita Ljamin en Taras Myskiv niet verder kwamen dan de achtste finale. Het seizoen daarop behaalden Šmēdiņš en Samoilovs bij zeven toernooien in de World Tour enkel toptienklasseringen met drie vijfde plaatsen als beste resultaat. Bij de EK in Wenen strandde het tweetal opnieuw in de achtste finale, ditmaal tegen de Tsjechen Ondřej Perušič en David Schweiner. In 2022 deed het duo mee aan zeven toernooien in de Beach Pro Tour – de opvolger van de World Tour. Ze behaalden daarbij twee derde plaatsen (Tlaxcala en Espinho). Bij de WK in Rome werden ze in de zestiende finale uitgeschakeld door de Brazilianen Bruno Oscar Schmidt en Saymon Barbosa. In München eindigden Šmēdiņš en Samoilovs bij de EK als negende nadat de achtste finale verloren werd van Mol en Sørum.

## Palmares
Kampioenschappen
- 2003:  EK U18
- 2004:  WK U19
- 2005:  EK U20
- 2010:  EK
- 2011: 4e WK
- 2012:  OS
- 2013: 9e WK
- 2013:  EK
- 2014:  EK
- 2015:  EK
- 2017: 9e WK
- 2017:  EK
- 2018:  EK

FIVB World Tour
- 2010:  Marseille Open
- 2012:  Grand Slam Stare Jabłonki
- 2013:  Grand Slam Corrientes
- 2013:  Grand Slam Den Haag
- 2013:  Grand Slam Rome
- 2013:  Grand Slam Moskou
- 2013:  Grand Slam São Paulo
- 2013:  Durban Open
- 2013:  FIVB World Tour
- 2014:  Grand Slam Shanghai
- 2014:  Puerto Vallarta Open
- 2014:  Grand Slam Stare Jabłonki
- 2014:  FIVB World Tour
- 2015:  Gstaad Major

- 2015:  Rio de Janeiro Open
- 2015:  Sotsji Open
- 2015:  Xiamen Open
- 2016:  Antalya Open
- 2016:  Grand Slam Olsztyn
- 2016:  Gstaad Major
- 2016:  Klagenfurt Major
- 2016:  Grand Slam Long Beach
- 2016:  FIVB World Tour
- 2018:  5* Fort Lauderdale
- 2018:  4* Warschau
- 2018:  4* Espinho
- 2018:  4* Moskou
- 2019:  4* Moskou
- 2019:  3* Jūrmala

Beach Pro Tour
- 2022:  Tlaxcala Challenge
- 2022:  Espinho Challenge